# Copa Sudamericana 2017
Die Copa Sudamericana 2017 ist die 16. Ausspielung des nach der Copa Libertadores zweitwichtigsten südamerikanischen Fußballwettbewerbs für Vereinsmannschaften, der aufgrund des Sponsorings des französischen Mineralölunternehmens Total seit 2013 auch unter der Bezeichnung „Copa Total Sudamericana“ firmiert. Aufgrund einer gravierenden Modusänderung werden erstmals insgesamt 54 Mannschaften aus den 10 Mitgliedsverbänden der CONMEBOL teilnehmen, darunter 10 ausgeschiedene Mannschaften aus dem laufenden Wettbewerb der Copa Libertadores 2017. Erstmal wird der Wettbewerb auch analog zur Libertadores 2017 über das ganze Kalenderjahr ausgetragen und nicht wie bisher in der zweiten Jahreshälfte. Aus Argentinien und Brasilien qualifizieren sich jeweils sechs, aus den übrigen 8 Ländern jeweils 4 Teilnehmer direkt für den Wettbewerb.

## Teilnehmer
| Land                      | Verein                           | Qualifikationsgrund                                                                                                | Ergebnis      |
| ------------------------- | -------------------------------- | --- | ------------- |
| Argentinien 6 Startplätze | CA Independiente                 | Primera División 2016 Bestes nicht für die Copa Libertadores qualifiziertes Team                                   | Gewinner      |
| Argentinien 6 Startplätze | Arsenal de Sarandí               | Primera División 2016 Zweitbestes nicht für die Copa Libertadores qualifiziertes Team                              | 2. Runde      |
| Argentinien 6 Startplätze | CSD Defensa y Justicia           | Primera División 2016 Drittbestes nicht für die Copa Libertadores qualifiziertes Team                              | 2. Runde      |
| Argentinien 6 Startplätze | Club Atlético Huracán            | Primera División 2016 Viertbestes nicht für die Copa Libertadores qualifiziertes Team                              | 2. Runde      |
| Argentinien 6 Startplätze | Gimnasia y Esgrima La Plata      | Primera División 2016 Fünftbestes nicht für die Copa Libertadores qualifiziertes Team                              | 1. Runde      |
| Argentinien 6 Startplätze | Racing Club (Avellaneda)         | Primera División 2016 Sechstbestes nicht für die Copa Libertadores qualifiziertes Team                             | Viertelfinale |
| Bolivien 4 Startplätze    | Club Bolívar                     | Bestes nicht für die Copa Libertadores qualifiziertes Team aus der Gesamttabelle der Primera División 2015/16      | 2. Runde      |
| Bolivien 4 Startplätze    | Oriente Petrolero                | Zweitbestes nicht für die Copa Libertadores qualifiziertes Team aus der Gesamttabelle der Primera División 2015/16 | 2. Runde      |
| Bolivien 4 Startplätze    | Nacional Potosí                  | Drittbestes nicht für die Copa Libertadores qualifiziertes Team aus der Gesamttabelle der Primera División 2015/16 | 2. Runde      |
| Bolivien 4 Startplätze    | Club Petrolero                   | Viertbestes nicht für die Copa Libertadores qualifiziertes Team aus der Gesamttabelle der Primera División 2015/16 | 1. Runde      |
| Brasilien 6 Startplätze   | Corinthians São Paulo            | Campeonato Brasileiro Série A 2016 Bestes nicht für die Copa Libertadores qualifiziertes Team                      | Achtelfinale  |
| Brasilien 6 Startplätze   | AA Ponte Preta                   | Campeonato Brasileiro Série A 2016 Zweitbestes nicht für die Copa Libertadores qualifiziertes Team                 | Achtelfinale  |
| Brasilien 6 Startplätze   | FC São Paulo                     | Campeonato Brasileiro Série A 2016 Drittbestes nicht für die Copa Libertadores qualifiziertes Team                 | 1. Runde      |
| Brasilien 6 Startplätze   | Cruzeiro Belo Horizonte          | Campeonato Brasileiro Série A 2016 Viertbestes nicht für die Copa Libertadores qualifiziertes Team                 | 1. Runde      |
| Brasilien 6 Startplätze   | Fluminense Rio de Janeiro        | Campeonato Brasileiro Série A 2016 Fünftbestes nicht für die Copa Libertadores qualifiziertes Team                 | Viertelfinale |
| Brasilien 6 Startplätze   | Sport Recife                     | Campeonato Brasileiro Série A 2016 Sechstbestes nicht für die Copa Libertadores qualifiziertes Team                | Viertelfinale |
| Chile 4 Startplätze       | CD O’Higgins                     | Primera División 2016 Bestes nicht für die Copa Libertadores qualifiziertes Team                                   | 1. Runde      |
| Chile 4 Startplätze       | CD Palestino                     | Apertura 2016 Bestes nicht für die Copa Libertadores qualifiziertes Team                                           | 2. Runde      |
| Chile 4 Startplätze       | CF Universidad de Chile          | Apertura 2016 Zweitbestes nicht für die Copa Libertadores qualifiziertes Team                                      | 1. Runde      |
| Chile 4 Startplätze       | Everton de Viña del Mar          | Copa Chile 2016 Bestes nicht für die Copa Libertadores qualifiziertes Team                                         | 1. Runde      |
| Ecuador 4 Startplätze     | LDU Quito                        | Bestes nicht für die Copa Libertadores qualifiziertes Team aus der Gesamttabelle                                   | Achtelfinale  |
| Ecuador 4 Startplätze     | Deportivo Cuenca                 | Zweitbestes nicht für die Copa Libertadores qualifiziertes Team aus der Gesamttabelle                              | 1. Runde      |
| Ecuador 4 Startplätze     | Universidad Católica del Ecuador | Drittbestes nicht für die Copa Libertadores qualifiziertes Team aus der Gesamttabelle                              | 2. Runde      |
| Ecuador 4 Startplätze     | Fuerza Amarilla Sporting Club    | Viertbestes nicht für die Copa Libertadores qualifiziertes Team aus der Gesamttabelle                              | 2. Runde      |
| Kolumbien 4 Startplätze   | Deportes Tolima                  | Bestes nicht für die Copa Libertadores qualifiziertes Team der Copa Colombia 2016                                  | 1. Runde      |
| Kolumbien 4 Startplätze   | Deportivo Cali                   | Bestes nicht für die Copa Libertadores qualifiziertes Team der Gesamttabelle der Categoría Primera A 2016          | 2. Runde      |
| Kolumbien 4 Startplätze   | Patriotas Boyacá                 | Zweitbestes nicht für die Copa Libertadores qualifiziertes Team der Categoría Primera A 2016                       | 2. Runde      |
| Kolumbien 4 Startplätze   | Rionegro Águilas                 | Drittbestes nicht für die Copa Libertadores qualifiziertes Team der Categoría Primera A 2016                       | 1. Runde      |
| Paraguay 4 Startplätze    | Club Cerro Porteño               | Bestes nicht für die Copa Libertadores qualifiziertes Team aus der Gesamttabelle                                   | Achtelfinale  |
| Paraguay 4 Startplätze    | Club Sol de América              | Zweitbestes nicht für die Copa Libertadores qualifiziertes Team aus der Gesamttabelle                              | 2. Runde      |
| Paraguay 4 Startplätze    | Club Nacional                    | Drittbestes nicht für die Copa Libertadores qualifiziertes Team aus der Gesamttabelle                              | Viertelfinale |
| Paraguay 4 Startplätze    | Sportivo Luqueño                 | Viertbestes nicht für die Copa Libertadores qualifiziertes Team aus der Gesamttabelle                              | 1. Runde      |
| Peru 4 Startplätze        | Alianza Lima                     | Bestes nicht für die Copa Libertadores qualifiziertes Team aus der Gesamttabelle                                   | 1. Runde      |
| Peru 4 Startplätze        | Comerciantes Unidos              | Zweitbestes nicht für die Copa Libertadores qualifiziertes Team aus der Gesamttabelle                              | 1. Runde      |
| Peru 4 Startplätze        | Sport Huancayo                   | Drittbestes nicht für die Copa Libertadores qualifiziertes Team aus der Gesamttabelle                              | 1. Runde      |
| Peru 4 Startplätze        | Juan Aurich                      | Viertbestes nicht für die Copa Libertadores qualifiziertes Team aus der Gesamttabelle                              | 1. Runde      |
| Uruguay 4 Startplätze     | Danubio FC                       | Bestes nicht für die Copa Libertadores qualifiziertes Team aus der Gesamttabelle                                   | 1. Runde      |
| Uruguay 4 Startplätze     | Defensor Sporting                | Zweites nicht für die Copa Libertadores qualifiziertes Team aus der Gesamttabelle                                  | 1. Runde      |
| Uruguay 4 Startplätze     | Liverpool Montevideo             | Drittbestes nicht für die Copa Libertadores qualifiziertes Team aus der Gesamttabelle                              | 1. Runde      |
| Uruguay 4 Startplätze     | Boston River                     | Viertbestes nicht für die Copa Libertadores qualifiziertes Team aus der Gesamttabelle                              | 2. Runde      |
| Venezuela 4 Startplätze   | Estudiantes de Caracas           | Copa Venezuela 2016 Bestes nicht für die Copa Libertadores qualifiziertes Team                                     | 1. Runde      |
| Venezuela 4 Startplätze   | Atlético Venezuela               | Clausura 2016 Bestes nicht für die Copa Libertadores qualifiziertes Team                                           | 1. Runde      |
| Venezuela 4 Startplätze   | FC Caracas                       | Bestes nicht für die Copa Libertadores qualifiziertes Team aus der Gesamttabelle                                   | 1. Runde      |
| Venezuela 4 Startplätze   | Deportivo Anzoátegui             | Zweitbestes nicht für die Copa Libertadores qualifiziertes Team aus der Gesamttabelle                              | 1. Runde      |

Zusätzlich kommen seit diesem Jahr ausgeschiedene Teams aus der Copa Libertadores dazu.
| Beste in den Play-offs der Copa Libertadores 2017 ausgeschiedenen Teams | Ergebnis         |
| ----------------------------------------------------------------------- | ---------------- |
| Club Olimpia                                                            | 2. Runde         |
| Atlético Junior                                                         | Halbfinale       |
| Drittplatzierte Teams der Gruppenphase der Copa Libertadores 2017       | Ergebnis         |
| Club Libertad                                                           | Halbfinale       |
| Flamengo Rio de Janeiro                                                 | Zweitplatzierter |
| Independiente Santa Fe                                                  | Achtelfinale     |
| Chapecoense                                                             | Achtelfinale     |
| Atlético Tucumán                                                        | Achtelfinale     |
| Estudiantes de La Plata                                                 | Achtelfinale     |
| Independiente Medellín                                                  | 2. Runde         |
| Deportes Iquique                                                        | 2. Runde         |

## Modus
Wie bisher wird der Wettbewerb im reinen K.-o.-System ausgetragen und vor dem Achtelfinale gibt es zwei Runden, allerdings mit mehr Teilnehmern. In der 1. Runde starten erstmals die 44 direkt qualifizierten Teilnehmer aus allen 10 Mitgliedsländern der CONMEBOL. In der 2. Runde kommen zu den 22 Siegern der 1. Runde die 10 Teams aus der Copa Libertadores hinzu. Diese setzen sich aus den zwei besten Verlieren der 3. Qualifikationsrunde und den 8 Gruppendritten der Gruppenphase zusammen. Der Titelverteidiger nimmt nicht mehr am Wettbewerb teil, da er automatisches Startrecht in der parallel ausgetragenen Copa Libertadores hat. Bei Punkt- und Torgleichheit gilt die Auswärtstorregel. Ist auch die Zahl der auswärts erzielten Tore gleich, folgte im Anschluss an das Rückspiel unmittelbar ein Elfmeterschießen.
Am 11. Oktober 2017 gab der COMMEBOL bekannt, dass für Finale der Videobeweis als Hilfsmittel herangezogen wird. Mit Hilfe des Videobeweises sollen die Entscheidungen: Tor oder nicht Tor, Rote Karte oder nicht, sowie die Identifikation von Spielern erleichtert werden.

## 1. Runde
Teilnehmer waren je sechs Mannschaften aus Argentinien und Brasilien sowie je vier Mannschaften aus den übrigen acht Ländern Südamerikas. Die Auslosung fand am 30. Januar statt, die Spiele zwischen dem 28. Februar und dem 1. Juni.
|                           | Gesamt          |                                  | Hinspiel | Rückspiel |
| ------------------------- | --------------- | -------------------------------- | -------- | --------- |
| Nacional Potosí           | 4:3             | Sport Huancayo                   | 3:1      | 1:2       |
| Deportivo Cali            | (a)2:2(a)       | Sportivo Luqueño                 | 1:0      | 1:2       |
| Club Petrolero            | 1:6             | Universidad Católica del Ecuador | 1:3      | 0:3       |
| LDU Quito                 | 4:3             | Defensor Sporting                | 2:2      | 2:1       |
| Everton de Viña del Mar   | 1:1 (3:4 i. E.) | Patriotas Boyacá                 | 1:0      | 0:1       |
| Estudiantes de Caracas    | 3:10            | Club Sol de América              | 2:3      | 1:7       |
| Club Cerro Porteño        | 3:2             | FC Caracas                       | 1:1      | 2:1       |
| Deportivo Anzoátegui      | 3:4             | Club Atlético Huracán            | 3:0      | 0:4       |
| Oriente Petrolero         | 2:2 (8:7 i. E.) | Deportivo Cuenca                 | 1:1      | 1:1 n. V. |
| Corinthians São Paulo     | 4:1             | CF Universidad de Chile          | 2:0      | 2:1       |
| CA Independiente          | 1:0             | Alianza Lima                     | 0:0      | 1:0       |
| AA Ponte Preta            | (a)1:1(a)       | Gimnasia y Esgrima La Plata      | 0:0      | 1:1       |
| Boston River              | 4:2             | Comerciantes Unidos              | 3:1      | 1:1       |
| Juan Aurich               | 1:8             | Arsenal de Sarandí               | 0:2      | 1:6       |
| CD O’Higgins              | 1:2             | Fuerza Amarilla Sporting Club    | 1:0      | 0:2       |
| Deportes Tolima           | (a)2:2(a)       | Club Bolívar                     | 2:1      | 0:1       |
| CD Palestino              | 1:1 (7:6 i. E.) | Atlético Venezuela               | 0:1      | 1:0       |
| Sport Recife              | 3:3 (4:2 i. E.) | Danubio FC                       | 3:0      | 0:3       |
| Racing Club (Avellaneda)  | 2:1             | Rionegro Águilas                 | 1:0      | 1:1       |
| Cruzeiro Belo Horizonte   | 3:3 (2:3 i. E.) | Club Nacional                    | 2:1      | 1:2       |
| CSD Defensa y Justicia    | (a)1:1(a)       | FC São Paulo                     | 0:0      | 1:1       |
| Fluminense Rio de Janeiro | 2:1             | Liverpool Montevideo             | 2:0      | 0:1       |

## 2. Runde
Teilnehmer waren die 22 Gewinner der 1. Runde und die 10 ausgeschiedenen Mannschaften aus der Copa Libertadores 2017. Die Spiele fanden zwischen dem 27. Juni und dem 3. August statt. Die Auslosung fand am 14. Juni 2017 statt.
|                               | Gesamt          |                                  | Hinspiel | Rückspiel |
| ----------------------------- | --------------- | -------------------------------- | -------- | --------- |
| Racing Club (Avellaneda)      | 6:3             | Independiente Medellín           | 3:1      | 3:2       |
| Deportivo Cali                | 2:2 (2:3 i. E.) | Atlético Junior                  | 1:1      | 1:1       |
| CD Palestino                  | 2:10            | Flamengo Rio de Janeiro          | 2:5      | 0:5       |
| Nacional Potosí               | 0:3             | Estudiantes de La Plata          | 0:1      | 0:2       |
| CA Independiente              | 6:3             | Deportes Iquique                 | 4:2      | 2:1       |
| Club Bolívar                  | 1:1 (5:6 i. E.) | LDU Quito                        | 1:0      | 0:1       |
| AA Ponte Preta                | 4:1             | Club Sol de América              | 1:0      | 3:1       |
| Fuerza Amarilla Sporting Club | 1:2             | Independiente Santa Fe           | 1:1      | 0:1       |
| Club Atlético Huracán         | 1:7             | Club Libertad                    | 1:5      | 0:2       |
| Sport Recife                  | 3:2             | Arsenal de Sarandí               | 2:0      | 1:2       |
| Fluminense Rio de Janeiro     | 6:1             | Universidad Católica del Ecuador | 4:0      | 2:1       |
| Oriente Petrolero             | 2:6             | Atlético Tucumán                 | 2:3      | 0:3       |
| Club Nacional                 | (a)3:3(a)       | Club Olimpia                     | 1:1      | 2:2       |
| CSD Defensa y Justicia        | 1:1 (2:4 i. E.) | Chapecoense                      | 1:0      | 0:1       |
| Club Cerro Porteño            | 6:2             | Boston River                     | 2:1      | 4:1       |
| Patriotas Boyacá              | 1:3             | Corinthians São Paulo            | 1:1      | 0:2       |

## Achtelfinale
Die Spiele finden zwischen dem 22. August und dem 21. September statt.
|                           | Gesamt |                          | Hinspiel | Rückspiel |
| ------------------------- | ------ | ------------------------ | -------- | --------- |
| Corinthians São Paulo     | 1:1    | Racing Club (Avellaneda) | 1:1      | 0:0       |
| Club Cerro Porteño        | 1:3    | Atlético Junior          | 0:0      | 1:3       |
| Chapecoense               | 0:4    | Flamengo Rio de Janeiro  | 0:0      | 0:4       |
| Club Nacional             | 2:0    | Estudiantes de La Plata  | 1:0      | 1:0       |
| Atlético Tucumán          | 1:2    | CA Independiente         | 1:0      | 0:2       |
| Fluminense Rio de Janeiro | 2:2    | LDU Quito                | 1:0      | 1:2       |
| Sport Recife              | 3:2    | AA Ponte Preta           | 3:1      | 0:1       |
| Club Libertad             | 2:1    | Independiente Santa Fe   | 1:0      | 1:1       |

## Viertelfinale
Die Spiele fanden zwischen dem 24. Oktober und dem 2. November statt.
|                           | Gesamt |                          | Hinspiel | Rückspiel |
| ------------------------- | ------ | ------------------------ | -------- | --------- |
| Club Libertad             | 1:0    | Racing Club (Avellaneda) | 1:0      | 0:0       |
| Sport Recife              | 0:2    | Atlético Junior          | 0:2      | 0:0       |
| Fluminense Rio de Janeiro | 3:4    | Flamengo Rio de Janeiro  | 0:1      | 3:3       |
| Club Nacional             | 1:6    | CA Independiente         | 1:4      | 0:2       |

## Halbfinale
Die Spiele fanden zwischen dem 21. und 30. November statt.
|                         | Gesamt |                  | Hinspiel | Rückspiel |
| ----------------------- | ------ | ---------------- | -------- | --------- |
| Club Libertad           | 2:3    | CA Independiente | 1:0      | 1:3       |
| Flamengo Rio de Janeiro | 4:1    | Atlético Junior  | 2:1      | 2:0       |

## Finale

### Hinspiel
| CA Independiente                                                 | CA Independiente | Flamengo Rio de Janeiro | Flamengo Rio de Janeiro | Aufstellung                                                |
| ---------------------------------------------------------------- | --- | --- | ----------------------- | ---------------------------------------------------------- |
| CA Independiente                                                 | \| 6. Dezember 2017 in Avellaneda (Estadio Libertadores de América) \| \| Ergebnis: 2:1 (1:1) \| \| Schiedsrichter: Mario Díaz de Vivar ( Paraguay) \| | \| 6. Dezember 2017 in Avellaneda (Estadio Libertadores de América) \| \| Ergebnis: 2:1 (1:1) \| \| Schiedsrichter: Mario Díaz de Vivar ( Paraguay) \| | Flamengo Rio de Janeiro | Aufstellung CA Independiente gegen Flamengo Rio de Janeiro |
| CA Independiente                                                 | 25 Martín Campaña – 3 Nicolás Tagliafico , 5 Gastón Silva, 2 Alan Franco 85., 16 Fabricio Bustos – 6 Juan Sánchez Miño, 15 Diego Martín Rodríguez – 27 Ezequiel Barco, 8 Maximiliano Meza 79., 7 Martín Benítez 73. – 9 Emmanuel Gigliotti Reserve 1 Damián Albil, 14 Fernando Amorebieta 85., 29 Nicolás Domingo 79., 23 Nery Domínguez, 10 Walter Erviti, 11 Leandro Miguel Fernández, 24 Juan Martínez 73. Cheftrainer: Ariel Holan | 24 César – 21 Pará, 15 Réver , 4 Juan, 13 Miguel Trauco – 5 Willian Arão, 26 Gustavo Cuéllar – 7 Éverton Ribeiro, 10 Diego 73., 29 Lucas Paquetá 57. – 25 Felipe Vizeu Reserve 8 Márcio Araújo, 22 Éverton 57., 30 Rhodolfo, 20 Vinícius Júnior 73., 2 Rodinei, 1 Thiago, 27 Rômulo Cheftrainer: Reinaldo Rueda | Flamengo Rio de Janeiro | Aufstellung CA Independiente gegen Flamengo Rio de Janeiro |
| CA Independiente                                                 | 1:1 Emmanuel Gigliotti (29.) 2:1 Maximiliano Meza (53.) | 0:1 Diego (9.) | Flamengo Rio de Janeiro | Aufstellung CA Independiente gegen Flamengo Rio de Janeiro |
| CA Independiente                                                 | Tagliafico (20.), Amorebieta (86.), Bustos (91.) | Diego (24.) | Flamengo Rio de Janeiro | Aufstellung CA Independiente gegen Flamengo Rio de Janeiro |
| 6. Dezember 2017 in Avellaneda (Estadio Libertadores de América) | | |                         |                                                            |
| Ergebnis: 2:1 (1:1)                                              | | |                         |                                                            |
| Schiedsrichter: Mario Díaz de Vivar ( Paraguay)                  | | |                         |                                                            |

### Rückspiel
| Flamengo Rio de Janeiro                        | Flamengo Rio de Janeiro | CA Independiente | CA Independiente | Aufstellung                                                |
| ---------------------------------------------- | --- | --- | ---------------- | ---------------------------------------------------------- |
| Flamengo Rio de Janeiro                        | \| 13. Dezember 2017 in Rio de Janeiro (Maracanã) \| \| Ergebnis: 1:1 (1:1) \| \| Schiedsrichter: Wilmar Roldán ( Kolumbien) \| | \| 13. Dezember 2017 in Rio de Janeiro (Maracanã) \| \| Ergebnis: 1:1 (1:1) \| \| Schiedsrichter: Wilmar Roldán ( Kolumbien) \| | CA Independiente | Aufstellung Flamengo Rio de Janeiro gegen CA Independiente |
| Flamengo Rio de Janeiro                        | 24 César – 21 Pará, 15 Réver , 4 Juan, 13 Miguel Trauco 55. – 5 Willian Arão, 26 Gustavo Cuéllar 79. – 22 Éverton, 10 Diego, 29 Lucas Paquetá 85. – 25 Felipe Vizeu Reserve 8 Márcio Araújo, 16 Lincoln 85., 30 Rhodolfo, 20 Vinícius Júnior 55., 7 Éverton Ribeiro 79., 2 Rodinei, 1 Thiago Cheftrainer: Reinaldo Rueda | 25 Martín Campaña – 3 Nicolás Tagliafico , 14 Fernando Amorebieta, 2 Alan Franco, 16 Fabricio Bustos 85. – 15 Diego Martín Rodríguez, 29 Nicolás Domingo – 27 Ezequiel Barco, 8 Maximiliano Meza 83., 7 Martín Benítez 34. – 9 Emmanuel Gigliotti Reserve 1 Damián Albil, 18 Lucas Albertengo 34., 23 Nery Domínguez, 10 Walter Erviti, 11 Leandro Miguel Fernández, 5 Gastón Silva 85., 6 Juan Sánchez Miño 83. Cheftrainer: Ariel Holan | CA Independiente | Aufstellung Flamengo Rio de Janeiro gegen CA Independiente |
| Flamengo Rio de Janeiro                        | 30′ 1:0 Lucas Paquetá | 40′ (Strafstoß) 1:1 Ezequiel Barco | CA Independiente | Aufstellung Flamengo Rio de Janeiro gegen CA Independiente |
| Flamengo Rio de Janeiro                        | Éverton Ribeiro (74.), Vinícius Júnior (78.), Juan (91.) | Albertengo (73.), Meza (78.), Campaña (80.) | CA Independiente | Aufstellung Flamengo Rio de Janeiro gegen CA Independiente |
| 13. Dezember 2017 in Rio de Janeiro (Maracanã) | | |                  |                                                            |
| Ergebnis: 1:1 (1:1)                            | | |                  |                                                            |
| Schiedsrichter: Wilmar Roldán ( Kolumbien)     | | |                  |                                                            |

## Beste Torschützen
Nachfolgend sind die besten Torschützen der Copa Sudamericana 2017 aufgeführt. Sie sind zunächst nach Anzahl ihrer Treffer, bei gleicher Torzahl alphabetisch sortiert.
| Rang    | Spieler             | Klub                             | Tore |
| ------- | ------------------- | -------------------------------- | ---- |
| 1       | Jhon Cifuentes      | Universidad Católica del Ecuador | 5    |
|         | Luis Rodríguez      | Atlético Tucumán                 | 5    |
|         | Felipe Vizeu        | Flamengo Rio de Janeiro          | 5    |
| 4       | André               | Sport Recife                     | 4    |
|         | Henrique Dourado    | Fluminense Rio de Janeiro        | 4    |
|         | Leandro Fernández   | CA Independiente                 | 4    |
|         | Emmanuel Gigliotti  | CA Independiente                 | 4    |
|         | Maximiliano Freitas | Oriente Petrolero                | 4    |
|         | Santiago Salcedo    | Club Libertad                    | 4    |
|         | Óscar Cardozo       | Club Libertad                    | 4    |
| Quelle: |                     |                                  |      |